# Contratto estimatorio
Il contratto estimatorio è il contratto con cui una parte (tradens) consegna una o più cose mobili ad un'altra (cosiddetta accipiens), la quale è obbligata a pagarne il prezzo a meno che restituisca le cose entro un certo termine. 

## Disciplina in Italia
Il contratto estimatorio è regolato dagli art. 1556 e seguenti del codice civile italiano.
L'obbligazione principale dell'accipiens è il pagamento del prezzo. La restituzione della cosa non può quindi considerarsi quale obbligazione alternativa (si tratta di un caso di obbligazione facoltativa).
La proprietà si trasferisce esclusivamente al momento del pagamento del prezzo o quando l'accipiens ne disponga all'interno del proprio ciclo produttivo. Con la consegna si trasferiscono però 
1. la disponibilità della cosa, che può infatti essere alienata dall'accipiens (art. 1558 c.c.), ma non dalla parte che l'ha consegnata (sino alla restituzione della res da parte dell'accipiens).
2. il rischio del perimento della stessa, in quanto l'accipiens è tenuto a pagare il prezzo anche se la restituzione delle cose diviene impossibile, compresa l'ipotesi in cui l'impossibilità derivi da cause a lui non imputabili (art. 1557 c.c.).

Il fatto che con la consegna sia trasferita la sola disponibilità della cosa e non la proprietà preclude ai creditori dell'accipiens di richiedere sulla stessa sequestri o pignoramenti.
Nella pratica si tratta di contratto largamente utilizzato nei rapporti tra distributori di giornali ed edicolanti (l'edicolante vende i giornali al pubblico, paga al distributore il prezzo delle copie vendute e restituisce quelle residue).

### Differenze con altri istituti
Il contratto estimatorio costituisce una figura contrattuale tipica e sui generis:
1. differisce dalla compravendita sotto condizione risolutiva, in quanto la proprietà del bene consegnato non si trasferisce subito all'accipiens.
2. si distingue anche dalla vendita con condizione sospensiva, perché pur sussistendo il potere di disporre della cosa in entrambi i casi, nell'ipotesi di condizione sospensiva gli effetti sono subordinati al verificarsi dell'evento condizionante (art. 1357 cc)